# Vertreibung der Hindus aus Kaschmir
Die Vertreibung der Hindus aus Kaschmir begann, als am 20. Januar 1990 die meisten Hindu-Familien aus dem Kaschmir-Tal  gezwungen waren wegen Terroranschlägen zu fliehen. Es wird geschätzt, dass über 100.000 Hindus aus Kaschmir geflohen sind.
Über 60.000 Familien sind in Indien als Kaschmir-Flüchtlinge registriert. Die meisten Familien wurden in Jammu und anderen indischen Gebieten angesiedelt; viele flohen nach Delhi.

## Geschichte
Bereits im 15. Jh. wurden Nichtmuslime in Kaschmir teilweise diskriminiert und verfolgt, besonders auch während der Herrschaft von Sikandar Butshikan (1394–1417).
1984 beschloss der Politiker Ghulam Mohammad Shah eine große Moschee, die Shah Masjid, auf dem Platz eines alten Hindutempels im mehrheitlich von Hindus bewohnten Jammu zu bauen. Diese Entscheidung führte zu Protesten in Jammu, und Ghulam behauptete daraufhin, der Islam sei in Gefahr. Als Folge wurden kaschmirische Hindus von Muslimen angegriffen, es gab Vorfälle, in denen Hindus getötet und hinduistische Tempel zerstört wurden. In Vanpoh, Lukbhavan, Anantnag, Salar und Fatehpur plünderten oder zerstörten muslimische Mobs Tempel und Häuser der Hindus. Viele Hindus verließen das Kaschmirtal aufgrund dieser Situation.
1988 begann die ‚Jammu-Kaschmir-Befreiungsfront‘ (Jammu Kashmir Liberation Front) einen separatistischen Aufstand für die Unabhängigkeit Kaschmirs von Indien. Am 14. September 1989 wurde der Hindu Tika Lal Taploo, ein Anwalt und prominenter Politiker der Bharatiya Janata Party, in Kaschmir getötet. Die Hindus begannen zu erkennen, dass sie im Kaschmirtal nicht sicher waren. Viele weitere Kaschmirihindus wurden von Islamisten getötet, darunter auch viele Prominente. Am 4. Januar 1990 veröffentlichte die lokale Urdu-Zeitung Aftab eine Pressemitteilung der Hizb-ul-Mudschaheddin, die alle Pandits aufforderte, das Kashmirtal sofort zu verlassen. Eine weitere Lokalzeitung, Al Safa, wiederholte diese Aufforderung, und Hetzreden in Moscheen wurden häufig. Am 19. Januar 1990 eskalierte die Situation. Tausende aufgehetzter Muslime begannen in den Straßen anti-indische, anti-Hindu- und anti-Sikh-Slogans, wie Ralive, Tsaliv ya Galive („schließe dich uns an [d. h. konvertiere zum Islam], verschwinde oder sterbe“) zu skandieren.
Kashmirihindus kämpfen weiterhin für ihre Rückkehr ins Kashmirtal und viele von ihnen leben bis heute als Flüchtlinge. Die meisten Flüchtlinge sind nicht zurückgekehrt, weil die Situation im Tal weiterhin instabil ist und sie um ihr Leben fürchten. Viele von ihnen verloren ihr Hab und Gut nach der Flucht.
Am 19. Januar 2017 verabschiedete die Legislativversammlung des Bundesstaats Jammu und Kashmir einstimmig eine Resolution, in der die Flüchtlinge zur Rückkehr in das Kaschmir-Tal aufgefordert wurden. Nach offizieller Statistik gab zu diesem Zeitpunkt etwa 60 000 registrierte Flüchtlingsfamilien aus Kaschmir. In Jammu waren 38 119 Familien registriert, in Delhi 19 338 und in anderen Gebieten Indiens 1995.